# 内田湘大
内田 湘大（うちだ しょうだい、2004年9月22日 - ）は、長野県南佐久郡小海町出身のプロ野球選手（内野手）。右投右打。広島東洋カープ所属。

## 経歴

### プロ入り前
小海町立小海小学校時代に野球を始める。
小海町北相木村南相木村中学校組合立小海中学校在学時は、硬式野球のクラブチームである群馬西毛ボーイズでプレーしていた。群馬西毛ボーイズ時代の内田はスタメンに入るか入らないかの選手で、中学時代の通算本塁打は0だった。そのため、高校進学の際に野球推薦の話は皆無だった。
高校は、群馬県の利根沼田学校組合立利根商業高等学校に進学。2年時から一塁手のレギュラーに定着して中軸を担った。3年夏は4番兼救援投手の二刀流として活躍し、群馬県大会準決勝の健大高崎戦では自己最速を更新する149km/hを記録したが、チームはこの試合で敗れた。3年間で甲子園大会出場はなかった。
2022年9月5日にプロ志望届を提出。その後、10月20日に行われたドラフト会議で、広島東洋カープから2位指名を受け、11月14日に契約金6000万円、年俸600万円で仮契約した。背番号は63。指名後には野手専任を表明した。

### 広島時代
2023年は、開幕から二軍で機会を与えられチーム2位の87試合に出場、フレッシュオールスターゲーム（アルペンスタジアム）にも選出されたが、通算40安打（0本塁打）、打率.163と低調な内容に終わった。公式戦終了後に参加したフェニックスリーグの対ヤクルト戦（10月26日、天福球場）では初本塁打、日南秋季キャンプ中の侍ジャパンとの練習試合（11月12日、SOKKENスタジアム）では途中出場ながら二塁打を放った。
2024年は、野手陣の先輩堂林翔太を通じ、1月に鈴木誠也の自主トレに初参加。
その後、シーズン終盤に一軍初昇格を果たすと、10月5日のヤクルト戦で「7番・三塁手」として初出場初スタメンを果たし、3回裏のプロ初打席で山野太一からプロ初ヒットを放った。

## 選手としての特徴
高校通算36本塁打を記録した強打者。投手としても最速149km/hを記録している。
投手としては斉藤和巳、打者としては鈴木誠也を目標に掲げている。

## 人物
4人きょうだいの次男。兄と内田が双子で、弟と妹も双子である。双子の兄も内田と同じく利根商業高校に進学し、野球部でプレーしていた。
出身高校である利根商業高校は、全国でも3校しか現存しない組合立高等学校（公立だが市立でも県立でもない）である。内田は現役のプロ野球選手の中で、唯一の組合立高校出身のプロ野球選手である。また、内田は中学校も組合立の学校に通っていた。

## 詳細情報

### 年度別打撃成績
| 年 度     | 球 団     | 試 合 | 打 席 | 打 数 | 得 点 | 安 打 | 二 塁 打 | 三 塁 打 | 本 塁 打 | 塁 打 | 打 点 | 盗 塁 | 盗 塁 死 | 犠 打 | 犠 飛 | 四 球 | 敬 遠 | 死 球 | 三 振 | 併 殺 打 | 打 率 | 出 塁 率 | 長 打 率 | O P S |
| --------- | --------- | ----- | ----- | ----- | ----- | ----- | -------- | -------- | -------- | ----- | ----- | ----- | -------- | ----- | ----- | ----- | ----- | ----- | ----- | -------- | ----- | -------- | -------- | ----- |
| 2024      | 広島      | 1     | 3     | 3     | 0     | 1     | 0        | 0        | 0        | 1     | 0     | 0     | 0        | 0     | 0     | 0     | 0     | 0     | 0     | 0        | .333  | .333     | .333     | .667  |
| 通算：1年 | 通算：1年 | 1     | 3     | 3     | 0     | 1     | 0        | 0        | 0        | 1     | 0     | 0     | 0        | 0     | 0     | 0     | 0     | 0     | 0     | 0        | .333  | .333     | .333     | .667  |

- 2024年度シーズン終了時

### 年度別守備成績
| 年 度 | 球 団 | 三塁  | 三塁  | 三塁  | 三塁  | 三塁  | 三塁     |
| 年 度 | 球 団 | 試 合 | 刺 殺 | 補 殺 | 失 策 | 併 殺 | 守 備 率 |
| ----- | ----- | ----- | ----- | ----- | ----- | ----- | -------- |
| 2024  | 広島  | 1     | 0     | 1     | 0     | 0     | 1.000    |
| 通算  | 通算  | 1     | 0     | 1     | 0     | 0     | 1.000    |

- 2024年度シーズン終了時

### 記録
初記録
- 初出場・初先発出場：2024年10月5日、対東京ヤクルトスワローズ25回戦（MAZDA Zoom-Zoom スタジアム広島）、7番・三塁手で先発出場
- 初打席・初安打：同上、3回裏に山野太一から左前安打[17]

### 背番号
- 63（2023年 - ）